# Deep Creek Township (Iowa)
Die Deep Creek Township ist eine von 18 Townships im Clinton County im Osten des US-amerikanischen Bundesstaates Iowa.

## Geografie
Die Deep Creek Township liegt im Osten von Iowa rund 13 km westlich des Mississippi, der die Grenze zu Illinois bildet. Die Grenze zu Wisconsin befindet sich rund 70 km nördlich.
Die Deep Creek Township liegt auf 41°59′27″ nördlicher Breite und 90°22′47″ westlicher Länge und erstreckt sich über 93,87 km².
Innerhalb der Deep Creek Township liegt der Goose Lake sowie die Schutzgebiete Goose Lake Wildlife Management Area und Manikowski Prairie.
Die Deep Creek Township liegt im Nordosten des Clinton County und grenzt im Norden an das Jackson County. Innerhalb des Clinton County grenzt die Deep Creek Township im Osten an die Elk River Township, im Südosten an die Hampshire Township, im Süden an die Center Township, im Südwesten an die Washington Township und im Westen an die Waterford Township.

## Verkehr
Durch den Süden der Deep Creek Township führt der Iowa Highway 136. Alle weiteren Straßen sind County Roads sowie weiter untergeordnete und zum Teil unbefestigte Fahrwege.
Der nächstgelegene Flugplatz ist der rund 20 km südlich der Township gelegene Clinton Municipal Airport; der nächstgelegene größere Flughafen ist der rund 75 km südlich gelegene Quad City International Airport.

## Bevölkerung
Bei der Volkszählung im Jahr 2010 hatte die Township 736 Einwohner. Neben Streubesiedlung existieren in der Deep Creek Township zwei Siedlungen:
- Bryant (Unincorporated Community)
- Goose Lake (City)